# Carlos Corpas
Carlos Corpas Brotons (Barcelona, 6 de enero de 1932 - Andújar, Jaén, 1 de febrero de 2005) fue un torero español.

## Biografía
Hijo del banderillero Ramón Corpas y hermano del también torero Francisco Corpas Brotons, estuvo muy ligado desde temprana edad al mundo taurino al ser sus padres conserjes de la plaza de toros de Las Arenas de Barcelona. Debido a su corta edad y a los problemas para poder torear en España sus primeros pasos taurinos junto a su hermano se produjeron siendo anunciados como niños toreros en tierras francesas formando parte de diversos espectáculos y simulando la muerte de un novillo. Carlos y Paco junto a Mario Carrión y con la rejoneadora Beatriz Santullana por delante debutaron en la plaza francesa de Cannet obteniendo un gran éxito aquella tarde que paso a la historia por el brindis de uno de sus novillos al pintor Pablo Picasso, quien les correspondió el detalle. Debutó en la plaza de toros de Arlés el 7 de agosto de 1948, ciudad de la que más tarde acabaría siendo nombrado hijo adoptivo. Destacó especialmente desde sus comienzos en la suerte de las banderillas por su forma peculiar de ponerlas cargando el peso en los palos y dando un leve salto en su encuentro con el toro por lo que siempre salía airoso en la colocación de las mismas. Destacó tanto en esta suerte que en su presentación como novillero en Madrid el 12 de julio de 1953 y con un novillo llamado Florido perteneciente a la ganadería de Frías, fue obligado por el público a dar la vuelta al ruedo tras la citada suerte.
Tomó la alternativa el 8 de abril de 1954 en Murcia, siendo el padrino de la misma Pedro Martínez «Pedrés» y el testigo Juan Montero, dando muerte a un toro de la ganadería de Francisco Chica apodado «Rabudo». Confirmó la alternativa el 1 de mayo del año siguiente en Las Ventas en Madrid, donde el torero gaditano Rafael Ortega Domínguez, le cedió los trastos en presencia del testigo sevillano Juan Barranco Posada, para dar lidia y muerte a Carderillo perteneciente al hierro de Castillo de Higares. No exento de percances (contaba con 13 cornadas en su haber) y teniendo una irregular carrera, decidió retirarse en el año 1960, habiendo contraído matrimonio en fechas anteriores al hecho.
Su vida a partir de entonces siguió estando ligada al mundo taurino fijando su residencia entre las dos ciudades andaluzas de Marmolejo y Andújar; si bien fue esta última su residencia más frecuente y en la que desempeñaba labores de asesor técnico artístico de su plaza de toros centenaria. Falleció el 1 de febrero de 2005 a causa de un problema cardiaco en Andújar, ciudad donde reposan sus restos.